# 이치노미야정 (야마나시현)
이치노미야정(一宮町)은 야마나시현 중부, 히가시야쓰시로군에 존재했던 정이다.
2004년 10월 12일에 이치노미야정을 포함한 주변 6정 촌과 합병해 후에후키시가 되어 소멸했다.

## 역사
- 1954년 12월 10일 - 이치노미야촌, 아이오키촌, 아사마촌이 합병해 성립하였다.
- 2004년 10월 12일 - 히가시야쓰시로군(東八代郡)의 이사와정(石和町), 미사카정(御坂町), 야쓰시로정(八代町), 사카이가와촌(境川村)과 히가시야마나시군(東山梨郡) 가스가이정(春日居町)과 합병해 후에후키시가 성립하였다. 동일 이치노미야정은 폐지되었다.

## 교통

### 도로
- 주오 자동차도
- 국도 제20호선
- 국도 제137호선